# Liu Hui (hockey sur gazon)
Pour les articles homonymes, voir Liu Hui (homonymie).
Liu Hui, née le 20 janvier 2002, est une joueuse chinoise de hockey sur gazon.

## Carrière
Elle a fait ses débuts en équipe première le 7 juin 2022 contre la Belgique à Anvers lors de la Ligue professionnelle 2021-2022.